# Municipio de Finspång
Finspång es un municipio situado en la provincia de Östergötland, en el sudeste de Suecia. Tiene una población estimada, a fines de octubre de 2024, de 21 656 habitantes.

## Núcleos de población del municipio
- Finspång
- Rejmyre
- Lotorp
- Falla
- Sonstorp
- Hällestad
- Ljusfallshammar
- Grytgöl
- Butbro
- Borggård
- Igelfors